# Physiologus

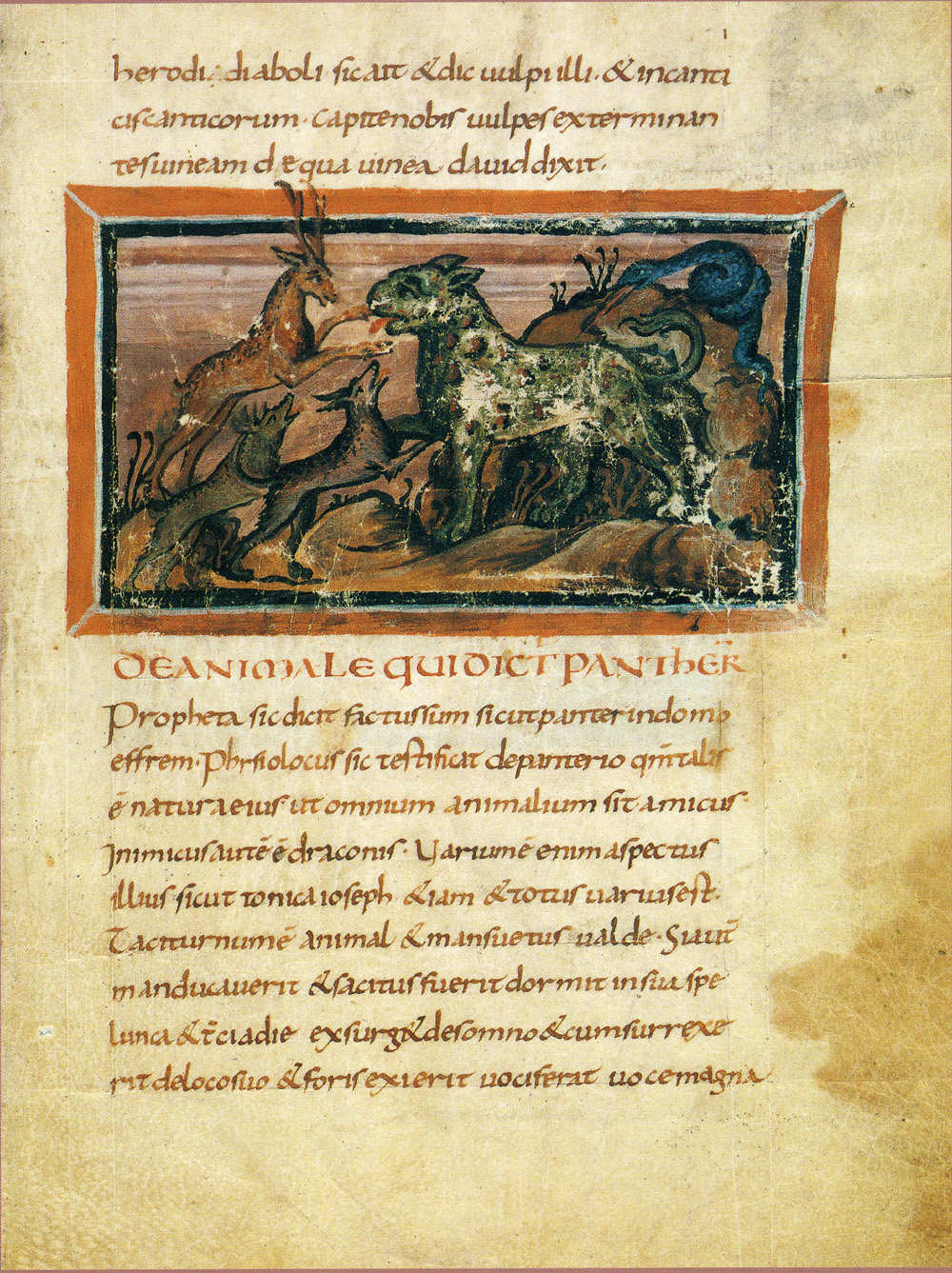
Bern-physiologusen, ca 825–850.

Physiologus är en gemensam benämning på flera under medeltiden i alla europeiska länder spridda, sedelärande folkböcker i naturvetenskapliga ämnen, vilka alla går tillbaka på gemensam källa. Den äldsta versionen som är grekisk är från 300-talet och av okänd författare. Troligen sammanställdes den ursprungligen i Alexandria på 100-talet.
Innehållet stammar från olika bibliska och grekiska källor och utgör en kristlig allegorisk framställning av den levande och döda naturen. Bland de fantastiska beskrivningar av diverse djurslag (lejon, pelikan osv.) finns även framställningar av rena fabelväsen som enhörning, siren, Fågel Fenix med flera. Från grekiska översattes Physiologus till etiopiska, syriska, arabiska och arameiska. I Europa spreds den tidigast i latinska översättningar, av vilka den första tillkom omkring 800. Den latinska versionen blev förebild för en mängd bestiarier, vilka kom att bli den viktigaste naturvetenskapliga källan för kyrkans lärda, och kom att spela en betydande roll i medeltidens folkdiktning och folkpoesi och vidare in i modern tid.